# NGC 2765
NGC 2765 (другие обозначения — UGC 4791, MCG 1-24-1, ZWG 33.61, KARA 303, PGC 25646) — линзообразная галактика (S0) в созвездии Гидры. Открыта Уильямом Гершелем в 1786 году.
Этот объект входит в число перечисленных в оригинальной редакции «Нового общего каталога».
В галактике вспыхнула сверхновая SN 2008hv типа Ia, её пиковая видимая звездная величина составила 17,7m. Ещё одна сверхновая, обозначенная ASASSN-13dd, вспыхнула в 2013 году. Её видимая звёздная величина при открытии составила 15,2m, а абсолютная, с учётом расстояния до галактики в 51 мегапарсек, составила −18,4m. Расстояние до центра галактики в проекции на картинную плоскость составило 1,4 килопарсека.